# Димитър Василев (писател)
 Тази статия е за поета.  За политика вижте Димитър Василев (политик).  
Димитър Христов Василев е български поет, белетрист и преводач. През целия си творчески живот е публикувал над тридесет книги. Превежда руска и гръцка поезия. Издава книги с преводи на Белла Ахмадулина, Лев Озеров, Николай Старшинов, Симон Чиковани. Повече от 20 години се занимава и с живопис.

## Биография
Роден е на 4 април 1926 г. в село Турски извор (днес Български извор), Ловчанско в семейството на Христо и Мата Василеви. На 11 април 1926 г. е кръстен в църквата „Св. св. Кирил и Методий“ в родното си село. През 1940 г. завършва основно образование в родното си село. През 1942 – 1944 г. е член на националната младежка организация „Български легионер“ и издава в. „Лъч“. Завършва средно образование в Първа мъжка гимназия в София и гимназията в Тетевен (1945).
На 1 ноември 1945 г. е записан в Юридическия факултет на Софийския университет „Св. Климент Охридски“, специалност Правни науки. На 2 февруари 1949 г. е изключен от Университета на основание чл. 40 и 41 от ЗВО и заповед №70 на Ректора (реабилитиран през 1991 по Закона за реабилитираните и репресираните). Изселен е от София и му е отнето софийското жителство. Прекарва две денонощия в карцера на околийското управление на МВР в Тетевен. Освободен е след като подписва декларация, че няма да напуска родното си село. Личната му карта е отнета. На 5 април 1949 г. вече служи като трудовак в с. Студена, Пернишко (язовир „Студена“) и в с. Камарци, Пирдопска околия (тунела Гълъбец). Заболява от туберкулоза. На 10 октомври 1950 г. е уволнен по болест, а на 17 април 1951 г. е обявен за негоден за военна служба по § 24 от Разписанието за болестите (регистриран с диагноза белодробна туберкулоза и туберкулозен перитонит). На 30 май 1953 г. му е отказано постоянно софийско жителство, „защото има сведения за сериозни провинения от политически характер в недалечното минало“.
На 30 юни 1953 г. СБП одобрява за печат първата му стихосбирка „Гълъбец“, която излиза следващата година. Това отменя забраната да напуска родното си село; личната му карта е върната. На 25 ноември 1954 г. му е присъдена инвалидност трета група (получава и гражданско-инвалидна пенсия). През 1956 г. е приет за член на Съюза на българските писатели.
През 1958 г. в Народен театър „Сава Огнянов“ – Русе е поставена първата му пиеса – „Горчиво кафе“ с реж. Павел Павлов.
През 1959 г. се жени за Елисавета Стефанова Василева – лекар, с която имат две деца: Мария и Любомир.
През 1960 г. постъпва на работа във вестник „Литературен фронт“, където работи до 1988 г. (1961 – 1972 сътрудник, 1972 – 1980 зам.-завеждащ отдел „Поезия“, 1980 – 1988 завеждащ отдел „Поезия“). През 1962 г. излиза първата му книга за деца – „Старецът и маймунката“, с художник Доньо Донев, а през 1964 г. – първият му роман, „Играта“.
През 1985 г. в Драматичен театър Разград е поставена пиесата му „Най-малкият брат на Дон Кихот“, режисьор Бойко Богданов.
През 1988 – 1989 г. работи като заместник главен редактор на списание „Факел“. През 1991 г. става един от редакторите на в. „Българска корона“, а през 1992 г. вече е заместник главен редактор на вестника.

## Творчество
Сред по-известните му произведения са:
- Стихотворения: „Убежище“, „Щастлива самота“, „Нежно постоянство“, „Далечни близки“, „Парижки арки“, „Молитва за дъжд“, „Жена в съня“, „Тази дума любов“, „Подводни течения“, „Любов и мълчание“, „Моите авантюри“.
- Проза: „Стъпка надолу, стъпка нагоре“, „Аз и непознатият“, „Най-малкият брат на Дон Кихот“, „Смърт на корта“, „Куршумът ще се върне“ и др.

След 1989 г. издава започнати и дори завършени ръкописи, за които е било невъзможно да видят бял свят преди това: „Без право на избор“, „Развод по сицилиански“, „Върни се в рая, Ева“, „Година на дракона“, „Пустините на Литания“, „Удобен човек“, „Нежни насилия“.
Автор е на текстове за песни.
Избрани стихотворения под редакцията на: Елена Денева, Максим Максимов, Иван Матанов и Таня Явашева. Издател: Галерия Структура, София 2022: https://www.academia.edu/74534029/Димитър_Василев_Остани
Димитър Василев: Светът на стихотворението. Размисли за поезията - есета:
https://www.academia.edu/74149870/ДИМИТЪР_ВАСИЛЕВ_СВЕТЪТ_НА_СТИХОТВОРЕНИЕТО_Размисли_за_поезията

## Признание и награди
През 1970 г. печели Голямата награда „Златния Орфей“ за текста на песента „Повей ветре“, музика Йосиф Цанков, изпълнение Паша Христова. Същата година печели и Трета награда за текста на песента „Песен за трите желания“, музика Морис Аладжем, изпълнение Емилия Маркова.
През 1986 г. по случай 60-годишнината му е удостоен с орден „Народна република България“, трета степен.

## За него
- Владимир Голев. Верен на поезията, Литературен фронт, №17, 22 април 1976, с.3
- Нека покоряват пътищата, Турист, 1976, №4, с.23
- Симеон Хаджикосев, Димитър Василев, Българо-съветска дружба, 1974, №2, с.7
- Вихрен Чернокожев, Късни думи за Димитър Василев, Демокрация, 28.08.2001